# Reguleringsplan
En reguleringsplan og den nærtbeslægtede udredningsplan var i tiden forud for planlovreformen en stedplan, der skulle sikre en samlet hensigtsmæssig ejendoms- og anvendelsesplan for datidige saneringsområder.  

## Baggrund og lovgrundlag
Baggrunden for reguleringsplaner var ønsket om at sikre en sammenpasning af:
1. grundforhold,
2. bebyggelsesforhold,
3. vej- og parkeringsforhold,
4. offentlige formål så som forsyningsanlæg, offentlige institutioner og friarealer[1].

Reguleringsplaner og udredningsplaner kunne skildre sådanne planlagte arealdispositioner uden udnyttelse af det offentliges ret til ekspropriation og den deraf følgende erstatningsudredning.

## Reguleringsplaners indhold
Reguleringsplanen har karakter af et kort, hvorpå er vist:
- den eksisterende bebyggelse,
- fremtidige bebyggelsesarealer,
- fremtidige vej- og parkeringsarealer,
- fremtidige arealer med fælles adgangs- og brugsret,
- planlagte nedrivninger,
- fremtidige rettigheder,
- erstatnings- og udgiftsforhold[3].

## Gyldighed
En reguleringsplan (og udredningsplan) havde efter ikrafttrædelse juridisk gyldighed, idet reguleringerne tinglyses på de berørte ejendomme.

## Ophævelse
En tinglyst reguleringsplan (og udredningsplan) kan kun ændres ved ny stedplanlægning: enten en saneringsplan eller en lokalplan.

## Reguleringsplaners omfang
Reguleringsplaner fandt kun anvendelse i mindre omfang i købstæder med saneringsmoden bebyggelse, således København, Rønne, Neksø og Odense.